# Манукян, Атена
Атена (Афина) Манукян (арм. Աթենա Մանուկյան; греч. Αθηνά Μανουκιάν; 22 мая 1994, Афины, Греция) — армяно-греческая певица и автор песен. Должна была представлять Армению на конкурсе песни Евровидение 2020 с песней «Chains on You».

## Карьера
Первый опыт Атены Манукян в музыкальной индустрии был в 2007 году, когда она приняла участие и выиграла первый приз в конкурсе талантов под названием «Это то, что пропало»: международная телепередача телевизионной сети Alpha в Греции.
В 2008 году Атена Манукян принимала участие в отборочных турах «Детского Евровидения» в Греции.
Свой первый сингл Атена выпустила в 2011 году. Композиция под названием «Party Like A Freak» имела большой успех на родине певицы, набрав в YouTube более миллиона просмотров. Песня дважды была номинирована на национальную музыкальную премию Video Music Awards.
В 2012 году Атена выпустила трек под названием «I Surrender», который в Греции сразу стал хитом лета того года. За эти синглы и за песню Na Les Pos M"agapas поп-исполнительница получила «Золотой диск».
Известность Атене Манукян принесла композиция «XO», которая была записана в Швеции. Видеоклип же на песню снимался в австралийском Сиднее. Эта работа имела большой успех не только в Греции, но и во всей Европе, а также в Америке, Австралии и Азии.
В 2018 году армяно-греческая певица приняла участие в британском телешоу The X Factor.

### Конкурс песни Евровидение 2020
15 февраля 2020 года в прямом эфире Общественного телевидения Армении состоялся финал отборочного проекта Depi Evratesil 2020 («К Евровидению 2020»), в котором приняли участие 12 кандидатов. В результате голосования иностранного жюри она набрала 60 баллов, 58 баллов — в голосовании армянского жюри и 50 — в SMS-голосовании. В итоге Атена Манукян набрала 168 баллов.

## Дискография

### Синглы
В качестве ведущего исполнителя
| Название              | Год  | Альбом      |
| --------------------- | ---- | ----------- |
| «I Surrender»         | 2012 | Вне альбома |
| «Na Les Pos M’Agapas» | 2012 | Вне альбома |
| «XO»                  | 2014 | Вне альбома |
| «Chains on You»       | 2020 | Вне альбома |

В качестве приглашенного артиста
| Название                                                 | Год  | Альбом      |
| -------------------------------------------------------- | ---- | ----------- |
| «Party Like a Freak» (DJ Kas featuring Athena Manoukian) | 2011 | Вне альбома |

## Награды
| Год  | Номинация                   | Категория                       | Место           | Итог   |
| ---- | --------------------------- | ------------------------------- | --------------- | ------ |
| 2015 | Armenian Pulse Music Awards | Лучшая песня на английском (XO) | Ереван, Армения | Победа |